# Charlotte Jacobs
Charlotte Jacobs, née le 13 février 1847 à Sappemeer et morte le 31 octobre 1916 à La Haye, est une pharmacienne et féministe néerlandaise. Elle est la première femme de son pays à obtenir un diplôme de pharmacologie. 

## Biographie
Charlotte Jacobs naît le 13 février 1847, dans une famille juive, à Sappemeer dans la province de Groningue. Elle est la fille d'Abraham Jacobs (1817-1881), chirurgien et d'Anna de Jongh (1817-1887). Elle a trois frères et trois sœurs dont l'une, Aletta Jacobs, deviendra médecin. 
Après l'école primaire, Jacobs entre à l'école de couture et de tricot. En 1869, elle gère la maison de son frère Sam, pharmacien à Arnhem, jusqu'au mariage de ce dernier en 1873. Elle rentre alors chez ses parents et avec l'aide de son père, elle prépare l'examen d'apprentie pharmacienne qu'elle réussit en 1874. Elle devient alors assistante dans la pharmacie de son frère. Elle étudie la chimie pendant trois ans et réussit l'examen d'entrée à l'Université.
Jacobs entre à l'université de Groningue en 1877, où elle est la seconde femme étudiante, après sa sœur Aletta. Elle devient la première femme pharmacienne en 1879. De 1882 à 1884, elle est pharmacienne à l'hôpital d'Utrecht. Puis, elle part pour Batavia dans les Indes néerlandaises où sa sœur Frederika travaille dans un lycée de jeunes filles. Charlotte espère d'abord pouvoir reprendre le poste de professeur de mathématiques de sa sœur, car Frederika avait démissionné en raison de son mariage. Au lieu de cela, elle a l'opportunité d'entrer dans l'entreprise d'un pharmacien établi dans la région. Six ans plus tard, elle ouvre sa propre pharmacie, De Nederlandsche Apotheek Charlotte Jacobs, qu'elle dirige de 1887 à 1912.
En 1908, elle fonde la Vereeniging voor Vrouwenkiesrecht, la première Association pour le droit de vote des femmes des Indes néerlandaises. Elle se bat pour que toutes les femmes, et pas uniquement les femmes néerlandaises, aient accès à l'éducation. 
Elle retourne aux Pays-Bas en 1912 où elle milite dans des mouvements pour le suffrage féminin et la paix.
Elle meurt le 31 octobre 1916 à La Haye.